# Archiv der Mathematik und Physik
Archiv der Mathematik und Physik va ser una revista de matemàtiques i física que es va publicar a Alemanya entre 1841 i 1920.
El seu fundador va ser Johann August Grunert, professor de matemàtiques de la Universitat de Greifswald. A la seva mort el 1872 la va continuar editant el seu deixeble Reinhold Hoppe i en morir aquest el 1900, va ser dirigida per E. Lampe, W.F. Meyer i E, Jahnke. El 1920, després dels problemes financers causats per la Primera Guerra Mundial va deixar d'aparèixer.